# Spiders on a Web
Spiders on a Web er en britisk stumfilm fra 1900 af George Albert Smith.